# Vicente Álvarez (actor)
Vicente Álvarez fue un actor de reparto cinematográfico argentino.

## Carrera
Álvarez actuó en varias películas de las décadas del ‘40 y el ’50,  siempre con roles secundarios. Se lució  junto a estrellas nacionales como Hugo del Carril, Aída Luz, Sabina Olmos Rosa Rosen, Guillermo Battaglia, Aline Marney, María Ramos, Bertha Moss, Angelina Pagano, entre otros.

### Filmografía
- 1940: Azahares rojos
- 1940: Cantando llegó el amor
- 1943: Capitán Veneno
- 1944: Su mejor alumno
- 1948: Historia del 900[2]